# Протидронна решітка
Протидронні решітки та сітки (також знані як «мангали»; також англ. cage armor — «кліткова броня») — практика додаткового захисту військової техніки та нерухомих наземних об'єктів від ударних БПЛА, що набула поширення під час російського вторгнення в Україну (з 2022). Такий захист використовує підхід рознесеної броні та призначений для передчасної детонації або неспрацювання снарядів.

## Опис
Головною задачею подібних заходів є зменшення ефективності ворожого снаряда. Це може бути руйнування боєприпаса, неспрацювання контактного підривача, зміна траєкторії, спрацювання під неефективним кутом абощо. Для невеликих кумулятивних боєприпасів передчасна детонація на певній відстані від броні може знизити ефективність.
Такий захист може набувати різних форм і розмірів: від невеликих жорстких решіток та складаних сіток на баштах до «кліток» з круговим захистом та масивних надбудов, як на російських штурмових «танках-сараях». Матеріал також різниться, це може бути легка сітка, жорстко зварена решітка (в тому числі протикумулятивні ґратки), листовий метал, гума, троси, ланцюги та комбінована броня, що може включати динамічний захист. Виготовлення буває як заводське, так і імпровізоване.

## Історія

### Російські «мангали» 2022 року
В серпні 2021 року стало відомо, що російські танки починають оснащуватись специфічними решітками (прозвані «мангалами»), привареними на баштах. Танки, накопичені росіянами для вторгнення в Україну, також часто мали ці решітки. Їх пов'язували з захистом танка від атак згори, що їх могли завдавати отримані Україною протитанкові ракетні комплекси Javelin та ударні безпілотники Bayraktar TB2. Ефективність цих рішень була під сумнівом, до того ж вони заважали екіпажу та збільшували силует танка.

### Поширення малих ударних безпілотників

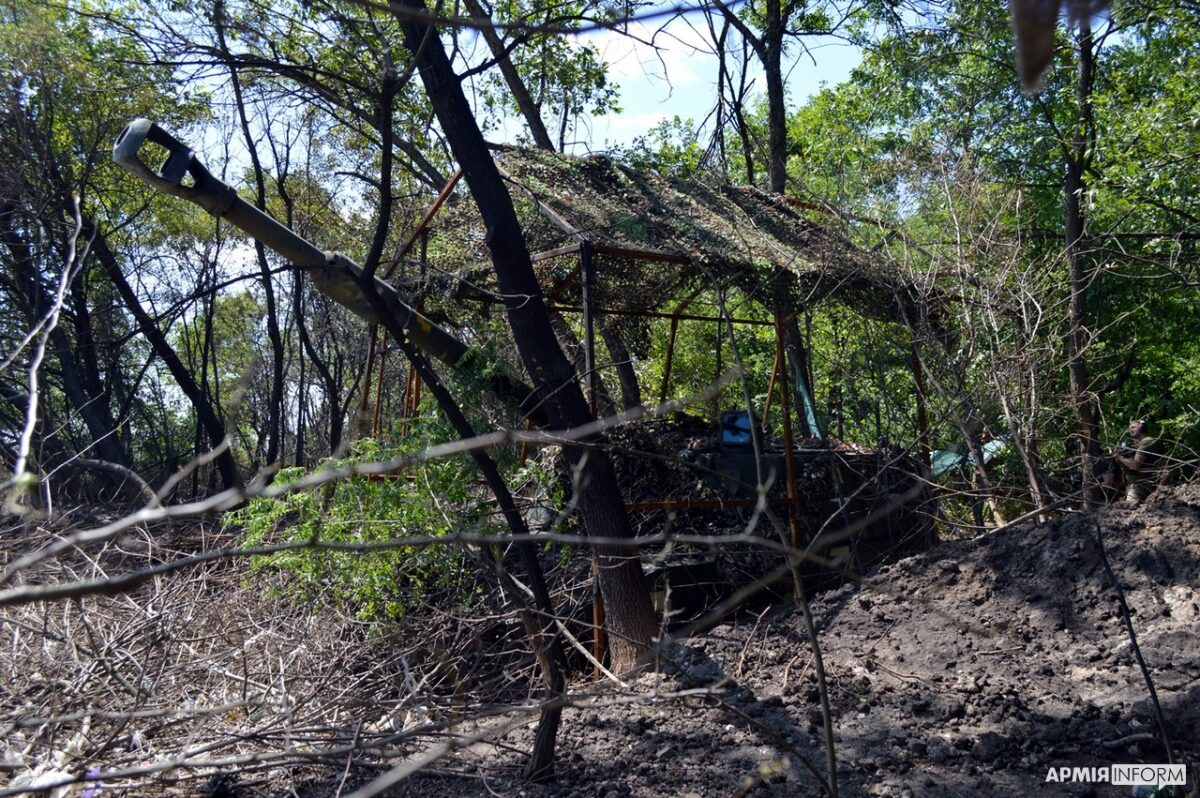
Українська M109A4 під прикриттям каркаса з рабицею

Застосування захисних сіток проти безпілотників відоме щонайменше з 2022 року. Їх використовували для протидії вільнопадним боєприпасам (наприклад, ручним гранатам, що їх скидали з мультикоптерів) та дронам-камікадзе, як «Ланцет». Такі сітки натягували над вогневими позиціями або місцями стоянки техніки. Для боротьби з сітками можливе використання дистанційного підриву кумулятивного заряду. Наприклад, у листопаді 2023 року стало відомо про застосування росіянами «Ланцетів» з лідаром.

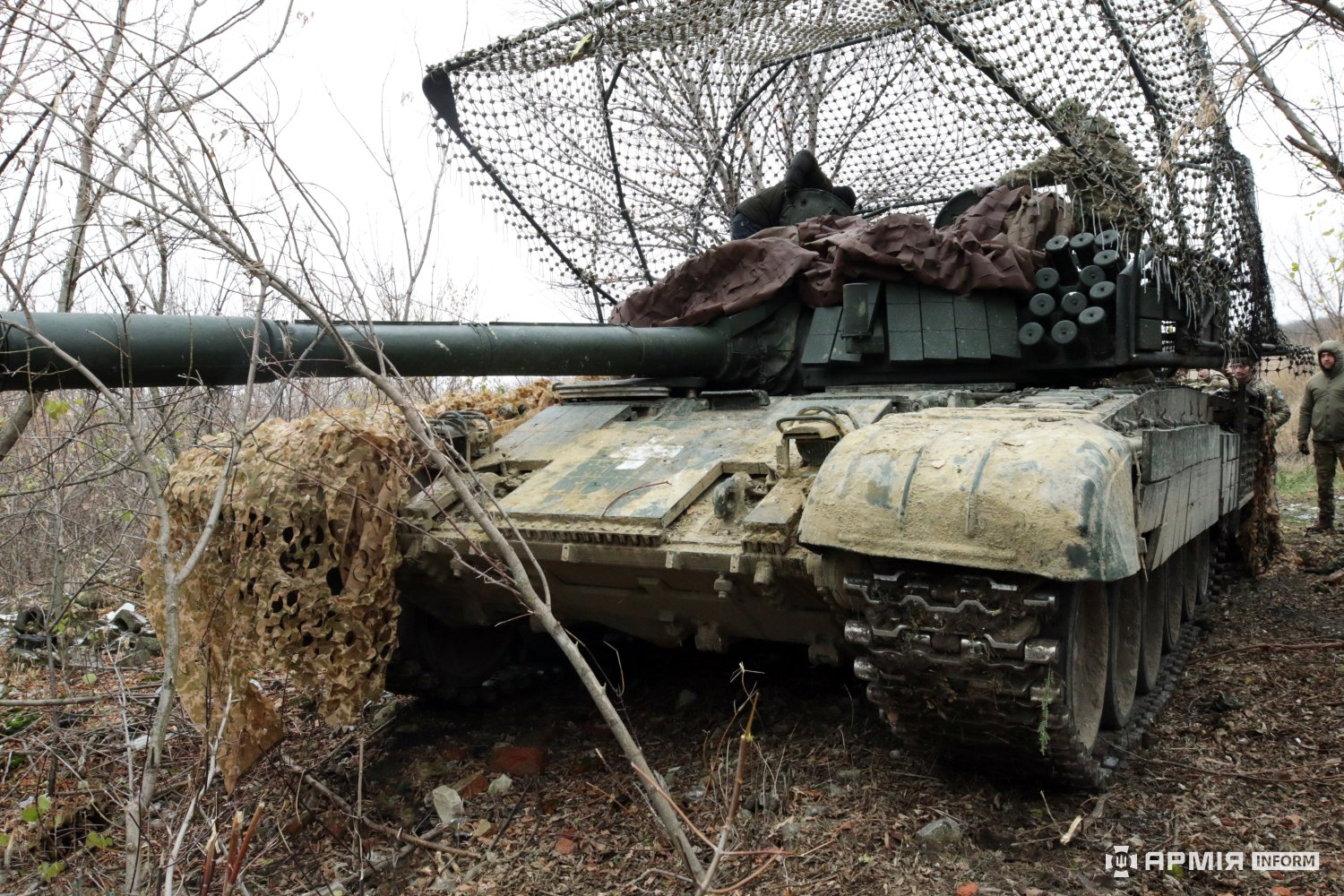
Український PT-91 з легкою складаною сіткою

Складнішим варіантом є приварювання сіток або решіток безпосередньо до техніки. Наприклад, російські «мангали», які на початку війни показали себе неефективно та ставали об'єктом насміхань, виявились цілком дієвими проти малих БПЛА. 2023 року і росіяни, і українці почали активно встановлювати сітки та решітки на власну техніку, в тому числі самохідну артилерію, танки та РСЗВ. В обох країнах ці рішення бувають як імпровізовані, зроблені з підручних матеріалів, так і заводські.
Наприкінці літа — на початку осені 2023 набули масового застосування ударні FPV-дрони, надзвичайно дешеві та ефективні. Оператор дрона в реальному часі бачить ціль, тому може прицільно влучити в слабко захищену частину машини (дах башти, силове відділення тощо), що потребує захисту цих місць. Це призвело до повсюдного застосування сіток і решіток для захисту від них на багатьох типах техніки, що включає САУ, танки та навіть неброньовані машини. Зафіксовано встановлення сіток і на західну техніку, передану Україні, як от на Challenger 2, M1 Abrams, M2 Bradley, Leopard 2 тощо. Росіяни з квітня 2024 року почали використовувати «танки-сараї» з масивними надбудовами, що закривали їх практично повністю згори та з боків. Деякі були обладнані засобами РЕБ та/або протимінними тралами. Натомість в українських військах з 2024 року з'явились легкі складані сітки.

### Інші країни та конфлікти

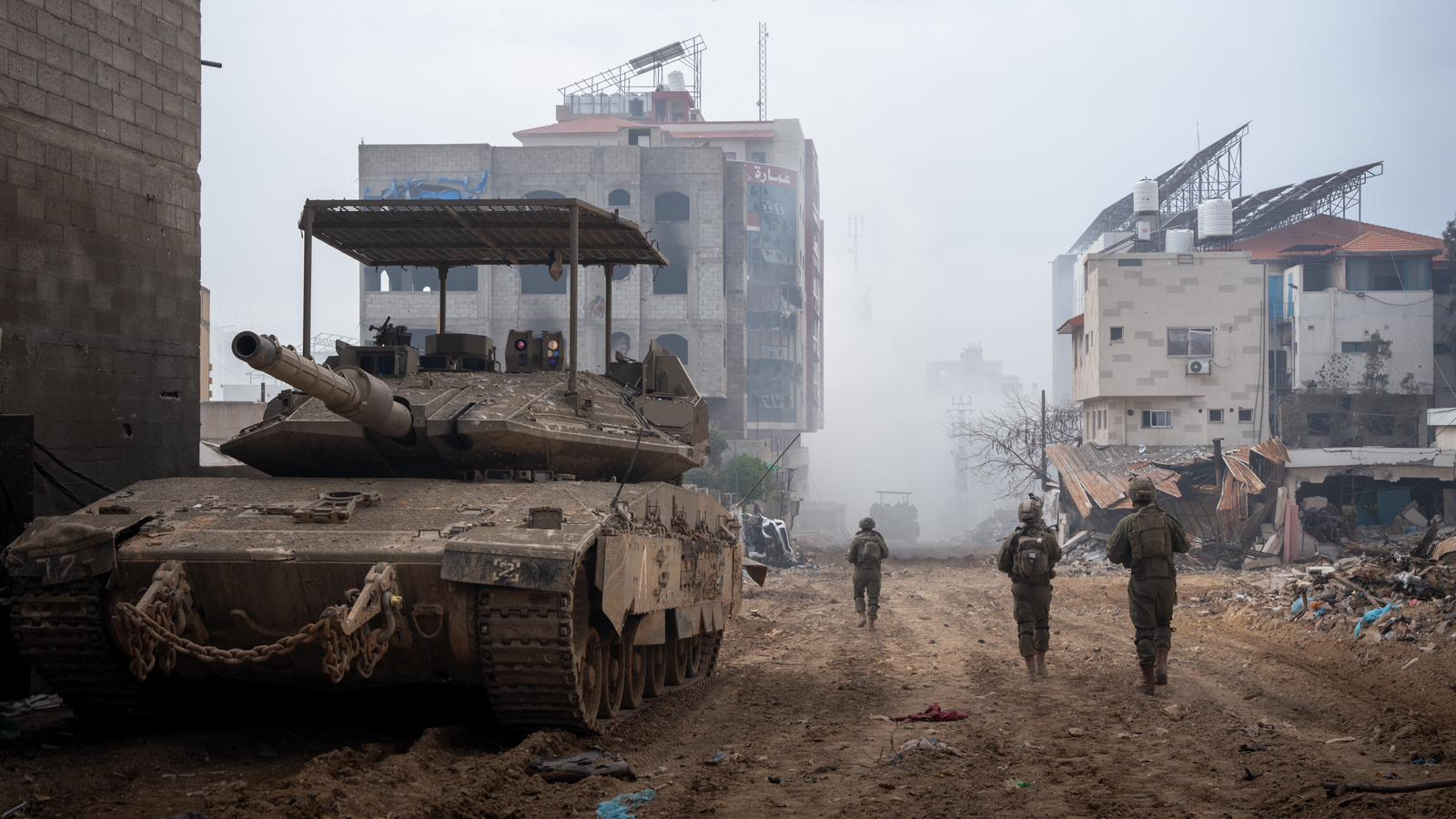
Ізраїльська «Меркава Барак» з Trophy та протидроновою решіткою (2024)

За досвідом російсько-української війни протидронові «мангали» набули поширення в інших країнах. Так, їх використовували на танках «Меркава» ізраїльські війська в ході війни між Ізраїлем і Хамасом. Також подібні рішення було помічено на індійській і китайській військовій техніці.

## Інші типи об'єктів
Кілька сіток з'явились у вересні 2023 року на російських аеродромах після ударів українських безпілотників для захисту від них, Крім того, після початку української кампанії атак на російську нафтову інфраструктуру 2024 року в Росії почали захищати сітками нафтопереробні заводи (НПЗ) та інші стратегічно важливі об'єкти. Ці засоби захисту мали різні конструкції: жорсткі решітки навколо цистерн, натягнуті на трубах троси абощо. Ефективність заходів неоднорідна й залежить від конструкції. Відомо про випадки натягування сіток на стовпах над дорогами, щоб ускладнити дронам наближення до рухомих цілей.
У березні 2024 року біля Гаджієвого помітили «мангал», встановлений на атомний підводний човен проєкту 667БДРМ «Дельфін».